# おはようジョッキー
『おはようジョッキー』は、NHKラジオ第1放送で1978年4月4日から1982年4月3日まで放送されていた情報番組である。パーソナリティは俳優の浜畑賢吉。

## コーナー
- おはよう交遊録